# Мущинка Анатолій Михайлович
Анато́лій Миха́йлович Мущинка (нар. 19 серпня 1970, Мукачеве, Закарпатська область) — радянський та український футболіст. Півзахисник, грав, зокрема, за «Карпати» (Львів), «Динамо» (Київ) і «Металург» (Запоріжжя). Автор першого голу чемпіонатів України — 6 березня 1992 року в складі «Карпат» (Львів) забив в Одесі місцевому «Чорноморцю». Майстер спорту СРСР. Провів 1 гру за збірну України.

## Життєпис
Вихованець ДЮСШ Мукачевого (перший тренер — Степан Варга) і Львівського спортінтернату.
Навчався у Львівському державному інституті фізичної культури.
Виступав за юнацьку збірну СРСР — став бронзовим призером чемпіонату Європи серед юнаків (1987), чемпіоном світу серед юнаків (1987).
Виступав за СКА «Карпати» (Львів) «Карпати» (Львів), «Динамо» (Київ), «Металург» (Запоріжжя), німецькі клуби «Гомбурґ» і «Саарбрюкен».
Вирізнявся великою працездатністю і самовідданістю в кожному епізоді, любив підключатися до атак.
Провів 1 гру за національну збірну України — 27 квітня 1993 року проти Ізраїлю в Одесі.
Довгий час мешкав у Німеччині, має місцеве громадянство. 2016 року повернувся до Львова й працює над поверненням українського громадянства.

## Титули і досягнення
- Чемпіон світу (U-16): 1987
- Чемпіон Європи (U-18): 1988